# Einflusszahl
Als Einflusszahl wird in der Festigkeitslehre das Verhältnis zwischen der Verformung eines Körpers an einer beliebigen Stelle und der auf das System wirkenden Belastung, im Allgemeinen Kraft oder Moment, bezeichnet.
Eine Einflusszahl beschreibt immer die Auswirkung einer Last auf eine Verformung. Wirken an einem System mehrere Belastungen, so ist zur Berechnung einer Verformung die Kenntnis der auf diese bezogenen Einflusszahlen für alle Lasten notwendig.